# Distoechurus
Distoechurus és un gènere de marsupials diprotodonts de la família dels acrobàtids. Durant molt de temps fou considerat un tàxon monotípic, amb el pòssum pigmeu de cua de ploma com a única espècie, però el 2023 en foren descrites dues espècies extintes: D. georginae, del Miocè mitjà, i D. jeanesorum, de l'Oligocè superior. L'espècie moderna és endèmica de l'illa de Nova Guinea (repartida entre Indonèsia i Papua Nova Guinea), però el registre fòssil indica que el gènere aparegué a Austràlia i posteriorment emigrà a Nova Guinea fa menys de 12 milions d'anys abans de desaparèixer del seu lloc d'origen.